# Tanabi (ort)
Tanabi är en ort i Brasilien.   Den ligger i kommunen Tanabi och delstaten São Paulo, i den södra delen av landet, 600 km söder om huvudstaden Brasília. Tanabi ligger 519 meter över havet och antalet invånare är 18 227.
Terrängen runt Tanabi är platt. Tanabi är det största samhället i trakten.
Omgivningarna runt Tanabi är en mosaik av jordbruksmark och naturlig växtlighet. Runt Tanabi är det ganska glesbefolkat, med 45 invånare per kvadratkilometer.